# 10 giugno
Il 10 giugno è il 161º giorno del calendario gregoriano (il 162º negli anni bisestili). Mancano 204 giorni alla fine dell'anno.

## Eventi
- 1304 – Incendio doloso di Firenze appiccato da Ser Neri Abati;
- 1610 – I primi coloni olandesi si insediano sull'Isola di Manhattan;
- 1692 – Processo alle streghe di Salem: Bridget Bishop viene impiccata come strega;
- 1745 – Papa Benedetto XIV pubblica la lettera enciclica Libentissime Quidem sui problemi sorti intorno alle disposizioni sul digiuno quaresimale;
- 1794 – Viene promulgata in Francia la Legge del 22 pratile anno II che accentua ulteriormente il Regime del Terrore;
- 1805 – Firma del trattato che pose fine alla prima guerra barbaresca;
- 1829 – Prima regata Oxford-Cambridge, la gara di canottaggio tra le università di Oxford e Cambridge;
- 1846 – Guerra messico-statunitense: la California dichiara l'indipendenza dal Messico;
- 1848 – Attribuzione della Medaglia al Valor Militare alla città di Vicenza;
- 1854 – Primi laureati dell'Accademia Navale degli Stati Uniti di Annapolis (Maryland);
- 1865 – Al Teatro nazionale di Monaco di Baviera si svolge la prima assoluta dell'opera Tristano e Isotta scritta e composta da Richard Wagner;
- 1886 – L'eruzione del Monte Tarawera in Nuova Zelanda uccide 153 persone e distrugge le famose Pink and White Terraces;
- 1898 – Guerra ispano-americana: i Marines statunitensi sbarcano a Cuba;
- 1907 – Prende il via da Pechino il Raid Pechino-Parigi, 14000 km a bordo delle prime automobili;
- 1918 – Luigi Rizzo, della Regia Marina Italiana, compie l'Impresa di Premuda, nella quale viene affondata la corazzata SMS Szent István della Imperial-Regia Marina militare austro-ungarica;
- 1924 – Delitto Matteotti: Giacomo Matteotti viene rapito e in seguito assassinato da un gruppo di sicari fascisti;
- 1934 – La Nazionale italiana di calcio batte la Cecoslovacchia per 2-1 e conquista il suo primo titolo mondiale;
- 1935 – A New York viene fondata l'associazione Alcolisti Anonimi;
- 1940 - Seconda guerra mondiale:
  - L'Italia dichiara guerra a Francia e Regno Unito;
  - Le forze tedesche guidate dal generale Erwin Rommel raggiungono il Canale della Manica;
  - Il Canada dichiara guerra all'Italia;
- 1942 – Seconda guerra mondiale: 
  - Come rappresaglia per l'uccisione di Reinhard Heydrich, i nazisti massacrano 192 uomini e distruggono il villaggio di Lidice; donne e bambini verranno deportati verso i campi di concentramento;
  - Campagna del Nordafrica: durante la battaglia di Ain-El-Gazala, le forze britanniche all'incrocio tra le carovaniere della Ridotta Capuzzo e Bir Hacheim vengono respinte dagli italiani nello scontro di Knightsbridge;
- 1944 – Seconda guerra mondiale:
  - Massacro di Oradour-sur-Glane in Francia: 642 uomini, donne e bambini vengono uccisi;
  - Il principale bombardamento alleato su Trieste provoca 378 vittime;
- 1947 – La Saab produce la sua prima automobile;
- 1956 – XVI Olimpiade: a causa della quarantena sugli animali vigente in Australia, le gare di equitazione iniziano a Stoccolma, in Svezia;
- 1959 – Apre al pubblico a Taitō (Tōkyō) il Museo nazionale d'arte occidentale progettato da Le Corbusier[1]; nel 2016 l'edificio entrerà a par parte del Patrimonio dell'umanità transfrontaliero dell'UNESCO dedicato all'opera dell'architetto svizzero;
- 1967 – Fine della guerra dei sei giorni;
- 1977 – James Earl Ray, responsabile dell'omicidio di Martin Luther King Jr., riesce a evadere dal carcere di Brushy Mountain in Tennessee;
- 1978 – Il celebre Stefano Marzi, detto Maciste, inventa i maccheroncini al fumé;
- 1981 – Incidente di Vermicino: il piccolo Alfredo Rampi cade in uno strettissimo pozzo artesiano in cui morirà dopo esservi rimasto intrappolato per giorni; la vicenda ebbe ampia copertura sui mass media nazionali;
- 1995 – Première del film Pocahontas, 33º Classico Disney, al Central Park di New York davanti a un pubblico di circa 100000 persone, rendendo l'evento la più grande première della storia del cinema[2]; l'uscita ufficiale nelle sale cinematografiche statunitensi avverrà il successivo 16 giugno;
- 1999 – Termina il bombardamento della Serbia, dopo che lo Stato Maggiore serbo firma con la NATO l'Accordo di Kumanovo sul ritiro dal Kosovo;
- 2003 – Il lancio della navicella Spirit ad opera della NASA segna l'inizio del Mars Exploration Rover.

## Nati
Ci sono circa 1 140 voci su persone nate il 10 giugno; vedi la pagina Nati il 10 giugno per un elenco descrittivo o la categoria Nati il 10 giugno per un indice alfabetico.

## Morti
Ci sono circa 480 voci su persone morte il 10 giugno; vedi la pagina Morti il 10 giugno per un elenco descrittivo o la categoria Morti il 10 giugno per un indice alfabetico.

## Feste e ricorrenze

### Civili
Nazionali:
- Italia – Giornata della Marina Militare (anniversario dell'Impresa di Premuda)
- Portogallo – Giorno nazionale del Portogallo e delle Comunità portoghesi

### Religiose
Cristianesimo:
- Sant'Asterio di Petra, vescovo
- San Bogumilo di Gniezno, vescovo ed eremita
- San Censurio di Auxerre, vescovo
- Santi Crispolo e Restituto, martiri in Spagna
- San Deodato, monaco in Ebersheimmunster
- Sant'Elisabetta Guillen, vergine mercedaria
- Santa Faustina di Cizico, martire
- San Getulio, martire
- Sant'Itamaro, vescovo
- San Landerico di Parigi, vescovo
- San Massimo d'Aveia, martire
- San Maurino di Colonia, abate
- Sant'Oliva di Palermo, vergine e martire
- Santi della Siberia (Chiese Orientali)
- Beata Amata di Bologna, religiosa
- Beato Arrigo da Bolzano (o Enrico), laico
- Beata Diana degli Andalò, religiosa
- Beato Edward Poppe, sacerdote
- Beato Eustachio Kugler, religioso
- Beato Giovanni Dominici, domenicano
- Beato Guido II Valperga, vescovo
- Beati Tommaso Green e Gualtiero Pierson, martiri

Religione romana antica e moderna:
- Dies religiosus[senza fonte]
- Vestalia, quarto giorno